# Río Guadanuño
Río Guadanuño är ett vattendrag i Spanien.   Det ligger i provinsen Province of Córdoba och regionen Andalusien, i den centrala delen av landet, 290 km söder om huvudstaden Madrid.